# Уило-Уило
Уило-Уило (исп. Huilo-Huilo) — водопад в природном заповеднике Уило-Уило на юге Чили в области Лос-Риос. Он находится рядом с Нельтуме на пути международной дороги к перевалу Хуахум на границе с Аргентиной.
Водопад Уило-Уило берёт начало в Аргентинском озере Лакар. В течение лета он часто высыхает вследствие редких осадков и грунтовых стоков. Вследствие таких просачиваний воды, большой водоносный горизонт образовался под вулканом Мочо-Чошуэнко. Возможно, именно контакт воды водоносного горизонта и магмы, вызвал взрывные фреатические извержения, создавшие кратер Тумба-дель-Буэй на западном склоне Мочо-Чошуэнко.